# Украинка (Винницкая область)
Украинка (укр. Українка) — село на Украине, находится в Литинском районе Винницкой области.
Код КОАТУУ — 0522483602. Население по переписи 2001 года составляет 183 человека. Почтовый индекс — 22346. Телефонный код — 4347.
Занимает площадь 0,106 км². Бывшее название — Майдан Боркивский. На территории села находится 4 искусственных водоёма. В 1913 построили церковь, которая стоит и по сей день.
В селе действует храм Рождества Пресвятой Богородицы Литинского благочиния Винницкой епархии Украинской православной церкви.

## Адрес местного совета
22343, Винницкая область, Литинский р-н, с. Кулыга, ул. Ленина, 81